# ألان ماير
ألان ماير (بالإنجليزية: Alan Mayer) (3 يوليو 1952 في الولايات المتحدة - ) هو لاعب كرة قدم أمريكي في مركز حراسة المرمى. شارك مع منتخب الولايات المتحدة لكرة القدم. أما مع النوادي، فقد لعب مع لاس فيغاس كويكسيلفرز ‏ وكاليفورنيا سيرف ‏ ونادي غوادالاخارا (نادي كرة قدم) وBaltimore Comets ‏ وSan Diego Jaws ‏ وبيتسبرغ سبيريت ‏ وكنساس سيتي كومتس ‏ ولاس فيغاس أمريكانز ‏ وNew Jersey Rockets (MISL) ‏.

## وصلات خارجية
- ألان ماير على موقع ناشيونال فوتبول تيمز (الإنجليزية)